# Pancovia polyantha
Espèce
Pancovia polyantha Gilg ex Engl. est une espèce de plantes du genre Pancovia, de la famille des Sapindaceae. Plante à fleur, elle appartient au groupe des dicotylédones.
C’est un arbuste, qu’on retrouve dans le même habitat écologique que Pancovia subcuneata. 
L'espèce n'est connue qu'à travers un seul spécimen, collecté en 1897 par Alois Staudt à la station scientifique de Johann Albrechtshöhe (auj. Kumba) et conservé par le musée botanique de Berlin. 